# Bannes, Mayenne

Bannes este o comună în departamentul Mayenne, Franța. În 2009 avea o populație de 137 de locuitori.